# بانچینی
بانچینی (به فرانسوی: Bancigny) یک کمون در فرانسه است که در ان (ا-دو-فرانس) واقع شده‌است. بانچینی ۳٫۳۲ کیلومتر مربع مساحت دارد ۱۷۰ متر بالاتر از سطح دریا واقع شده‌است.